# حسون نیما
حسون نیما (انگلیسی: Hussam Nima؛ زادهٔ ۱ ژوئیهٔ ۱۹۵۵) بازیکن فوتبال اهل عراق بود.
وی همچنین در تیم ملی فوتبال عراق بازی کرده‌است.